# ラノベ部
『ラノベ部』（ラノベぶ）は、平坂読による日本のライトノベル。イラストはよう太が担当している。MF文庫J（メディアファクトリー）より2008年9月から2009年7月まで刊行された。
メディアミックスとして、もずや紫によるコミカライズ作品が『月刊コミックガム』（ワニブックス）で2010年12月号より2013年9月号まで連載された。

## ストーリー
公立富津高校（通称フツ校）に入学した物部文香は、偶然から軽小説部、通称『ラノベ部』に所属することになる。妙に“濃い”キャラ揃いの仲間達と文香の日常を綴る物語。

## 登場人物

### 一年生
物部 文香（もののべ ふみか）
公立富津高校1年2組。小柄で童顔、長い髪を緑のチェック柄のリボンでツインテールにまとめている。周囲からはよく「眠そうな顔をしている」と言われるらしい。
高校で文芸部に入ろうとしていたが文芸部そのものがなかったため少し困っていたところ、勧誘を受けて軽小説部へ所属することになる。
超がつくほどマイペースな性格、かつ天然ボケ（そのためか、一般的に漢字表記される語でもひらがな表記になることがある）。思いついたことを素直に口にしすぎるため、よく周囲から窘められている。その割に投げ込まれてきたハンドボールの速球を易々と受け止めて逆に投げ返すなど、普段からは想像できないような芸当を見せることも。
藤倉 暦（ふじくら こよみ）
文香のクラスメート。体格も文香と同じくらいだが、髪型はショートカット。
無口・無表情だが、口を開けると意外に辛辣。クラスも部活も同じという縁で文香と仲良くなる。
実は中学時代に富士河月詠（ふじかわ つくよみ）のペンネームでデビューした現役女子高生ライトノベル作家。ただし作品の売り上げは「そこそこ」程度らしく、作家としての力量不足に悩む描写がしばしば見られる。また周囲には自分がライトノベル作家であることを秘密にしている。
吉村 士郎（よしむら しろう）
公立富津高校1年4組。体格は同学年でも小さい方。先輩には「～ッス」と話す。
小学生の頃からスポーツ漫画などに影響されて数々の競技に挑戦し、その尽くで一定の結果を出してみせる運動神経の持ち主（無論、彼自身も相応の努力はしている）。その分、各運動部からは「有力新人」として目をつけられており、その勧誘から逃れるために当初ラノベ部に顔を出していなかった。現在は『ウィザーズ・ブレイン』に影響されて科学者を目指している。
上述の事情があるとは言え、文香と暦が談笑している机の下に潜り込んだこともあり、暦は彼にだけ辛辣さが増す。
幽霊などの非科学的な物は信じないが、バイオハザードなどのバイオテロなどの科学的な事は恐れている。
リア・アルセイフ
富津高校1年2組に1学期途中からやってきた留学生。やけに小難しい日本語を流暢に話す。
ライトノベルや漫画・アニメが大好きで、ネットショッピングを利用したり貿易関係の仕事をしている父親に頼んだりして収集していたらしい。
文香とはまた違う意味でマイペースな性格をしており、彼女とは馬が合う様子。

### 二年生
浅羽 美咲（あさば みさき）
軽小説部を創設した一人で現部長。龍之介とは自宅が隣同士の幼馴染（しかも互いの部屋は窓から出入りできる）で、彼を「龍ちゃん」と呼ぶ。
文香と暦が仲良くするのを見て百合妄想にひたることもしばしば。また、よく「○○ってあるじゃない?」と唐突に雑談のネタを振ることもある。
結構惚れっぽいが、あまりその恋は実らない。龍之介の想いには感づいているが、本人曰く「（龍之介は）特別すぎて、いまさら恋人になんてなれないよ」。
竹田 龍之介（たけだ りゅうのすけ）
軽小説部の創設者の一人。幼馴染の美咲に淡い恋心を抱いている。
ボケ役の多いラノベ部の良心とも言えるが、周囲に振り回されることもまた多い。
名前の由来は母親が芥川龍之介の顔が好きだということから。
桜野 綾（さくらの あや）
美咲に誘われて軽小説部の創設に参加した一人。サラサラとした長い黒髪が印象的な美少女。実家は老舗の旅館で特技は日本舞踊。
普段はおくびにも出さないが、実は「小説はBLしか読まない」と断言し、部の蔵書に、と軽トラ一台分の漫画（しかもほとんどが十八禁）を自費で購入するほどの腐女子。よく扇子を持ち歩くのだが、エピソードごとに書かれている内容が違う。
堂島 潤（どうじま じゅん）
龍之介に誘われて軽小説部の創設に参加した一人。見た目は美少女同然だが中身は男。ナルシストである。
基本的に可愛い子のふりをしているが、会話の最中に突然暴言を吐く事がある（そしてその相手は龍之介であることが多い）。
ライトノベルから芥川龍之介全集までと、読書の幅はかなり広い。

## 既刊一覧

### 小説
- 平坂読（著）・よう太（イラスト） 『ラノベ部』 メディアファクトリー〈MF文庫J〉、全3巻
  1. 2008年9月30日初版第一刷発行（9月25日発売[4]）、ISBN 978-4-8401-2429-4
  2. 2009年1月31日初版第一刷発行（1月25日発売[5]）、ISBN 978-4-8401-2637-3
  3. 2009年7月31日初版第一刷発行（7月24日発売[6]）、ISBN 978-4-8401-2806-3

### 漫画
- 平坂読（原作）・もずや紫（漫画）・よう太（キャラクター原案） 『ラノベ部』 ワニブックス〈ガムコミックスプラス〉、全5巻
  1. 2011年6月10日初版発行（5月25日発売[7]）、ISBN 978-4-8470-3773-3
  2. 2011年12月10日初版発行（11月25日発売[8]）、ISBN 978-4-8470-3794-8
  3. 2012年9月10日初版発行（8月25日発売[9]）、ISBN 978-4-8470-3826-6
  4. 2013年3月10日初版発行（2月25日発売[10]）、ISBN 978-4-8470-3853-2
  5. 2013年10月10日初版発行（9月26日発売[11]）、ISBN 978-4-8470-3888-4